# 1727 Mette
1727 Mette, provisorisk beteckning 1965 BA, är en binär Hungaria-asteroid och Marskorsare från de inre områdena av asteroidbältet, med en diameter av ca 9 kilometer. Den upptäcktes den 25 januari 1965 av den brittiske astronomen A. David Andrews på Boyden Observatory nära Bloemfontein i Free State, Sydafrika. Den är döpt efter upptäckarens hustru Mette Andrews. Den identifierades först som 1955 DC vid Goethe Link Observatory år 1955.

## Klassicering och omloppsbana
1727 Mette är en asteroid av S-typ och medlem av Hungariafamiljen, som bildar den innersta täta koncentrationen av asteroider i solsystemet. Den kretsar kring solen på ett avstånd av 1,7 till 2,0 AE med omloppstid 2 år och 6 månader (922 dygn). Dess bana har en excentricitet på 0,10 och en lutning på 23° i förhållande till ekliptikan. Genom att vara en Marsockultant, kommer 1727 Mette att ha en relativt nära kontakt med planeten Mars den 15 april 2023, då den kommer att passera den röda planeten på ett avstånd på mindre än 0,08 AE (12 miljoner km).[Uppdatering behövs]

## Fysiska parametrar
Ett stort antal rotationsljuskurvor av 1727 Mette har erhållits från fotometriska observationer. De visar i huvudsak en rotationstid av ca 2,981 timmar (bästa nominella resultat), med en ljusvariation mellan 0,22 och 0,38 magnitud, vilket indikerar en måttligt långsträckt kropp (U = 3/3/3).    The Collaborative Asteroid Lightcurve Link indikerar en standardalbedo för stenasteroider på 0,20 och beräknar en diameter på 8,97 kilometer. Inga uppskattningar av diameter har erhållits genom de rymdbaserade observatorierna IRAS, Akari och WISE.

## Måne
År 2013 upptäcktes en satellit i omloppsbana asteroiden. Månen mäter omkring 2 kilometer i diameter och har omloppstid kring 1727 Mette på 20 timmar och 59 minuter.   
Det finns flera hundra asteroider kända för att ha satelliter (se även Kategori:Binära asteroider).